# Salalah
Salalah is een kuststad in het uiterste zuiden van het gouvernement Dhofar van het sultanaat Oman.
Salalah is de hoofdplaats van het gouvernement en telde in 2003 bij de volkstelling 156.530 inwoners.
Salalah is de plaats waar sultan Qaboes bin Said Al Said is geboren en getogen.

## Ligging en omgeving
De stad ligt aan de kust in het uiterste zuiden van Oman. Het is omringd door de bergen van Jebel Qamar in het westen, Jebel Al-Qara in het noorden en in het oosten Jebel Samhan. In de omgeving zijn veel vruchtbomen en dankzij de moessonregen is in de vruchtbare kustvlakte intensieve landbouw mogelijk. Naast fruit wordt er suikerbieten, gierst en veevoedergewassen verbouwd.

## Klimaat
De omgeving heeft een gematigd klimaat met het hele jaar gematigde temperaturen van rond de 25 tot 35 graden Celsius. In september-oktober krijgt het gebied een staartje van de moesson mee, die lokaal bekendstaat als Khareef. Om deze reden is er een weelderig groene vegetatie, en een fauna die eerder bij Oost-Afrika dan bij het Arabisch Schiereiland past. Veel toeristen uit de regio bezoeken Salalah in de moessonperiode.
| Maand                              | jan | feb | mrt | apr | mei | jun | jul | aug | sep | okt | nov | dec | Jaar |
| ---------------------------------- | --- | --- | --- | --- | --- | --- | --- | --- | --- | --- | --- | --- | ---- |
| Gemiddelde temperatuur (°C)        | 23  | 24  | 26  | 28  | 29  | 29  | 26  | 25  | 26  | 26  | 26  | 24  | 26   |
|                                    |     |     |     |     |     |     |     |     |     |     |     |     |      |
| Neerslag (mm)                      | 0   | 0   | 0   | 10  | 10  | 0   | 20  | 20  | 0   | 0   | 0   | 0   | 100  |
| Bron: Weather.com: Weer in Salalah |     |     |     |     |     |     |     |     |     |     |     |     |      |

## Bezienswaardigheden

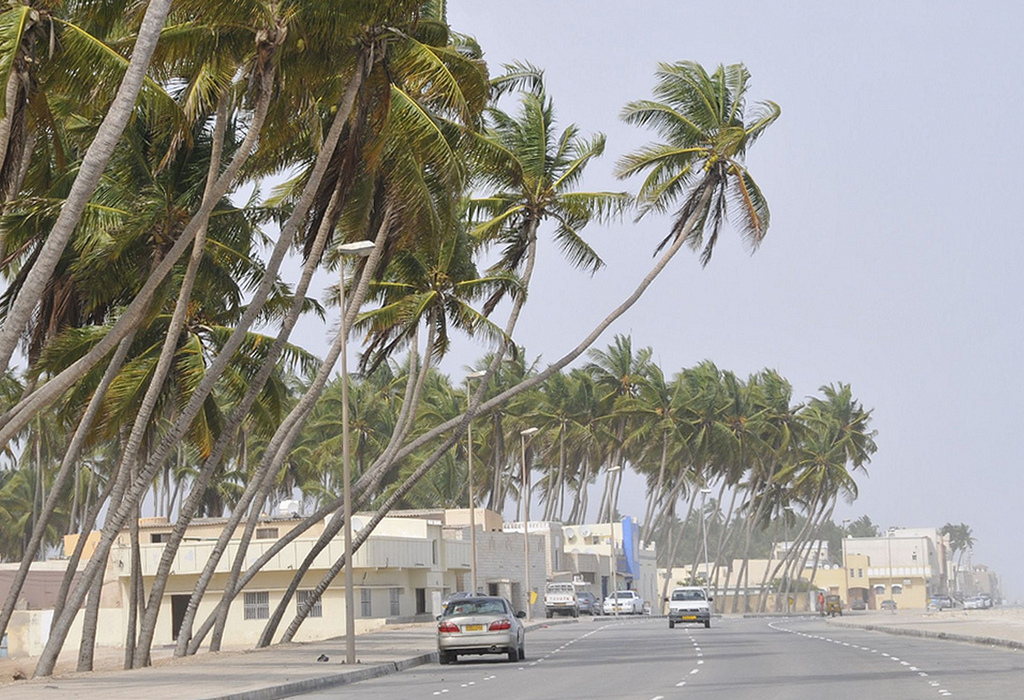
Al hafa kustweg

Salalah heeft de afgelopen jaren een sterke groei doorgemaakt. De stad heeft een moderne uitstraling en van de oude stad is weinig meer te zien. Langs de kustweg ligt het zomerpaleis van de sultan, Al Husn, deze is niet open voor het publiek. Verder zijn er diverse soeks voor groente en fruit, vis, goud en wierook.

## Transport

### Haven van Salalah
De stad ligt strategisch aan de Indische Oceaan tussen de Golf en de route naar het Suezkanaal en heeft een belangrijke containerhaven. De haven stond eerst bekend als Mina Raysut, maar in november 1998 werd de haven belangrijk uitgebreid met een containerterminal. De oude haven bleef in gebruik als stukgoedhaven. In 2010 verwerkte de haven 3,5 miljoen TEU en 6,3 miljoen ton aan lading. De haven telde bijna 2.200 werknemers, waarvan iets meer dan de helft Omani. De havenbeheerder is de Salalah Port Services Company (SAOG). Het is beursgenoteerd en 20% van de aandelen worden op de effectenbeurs van Masqat verhandeld. De enige buitenlandse aandeelhouder is A.P. Møller-Mærsk Group met een belang van 30%; de Omaanse overheid heeft een direct aandelenbelang van 20%.

### Luchthaven van Salalah
Salalah heeft sinds 1977 een eigen luchthaven. Luchthaven Salalah ligt op ongeveer vijf kilometer van het stadscentrum. Aanvankelijk werden alleen binnenlandse vluchten verwerkt, maar sinds 2003 zijn er ook internationale bestemmingen. In de zomer van 2003 startte Oman Air een dienst van en naar Dubai en in 2004 opende Air India een lijndienst op Kozhikode in Zuid-India. In 2011 verwerkte de luchthaven ruim 500.000 passagiers, bijna 1.400 ton vracht en telde 5.500 vliegtuigbewegingen. De start- en landingsbaan is 3.342 meter lang en 45 meter breed. De luchthaven telt zes staanplaatsen voor vliegtuigen. Er bestaan plannen om de capaciteit te verhogen naar 1 miljoen passagiers op jaarbasis. Deze uitbreiding kan in 2014 worden gerealiseerd.

## Sport
Sinds 2021 vindt de wielerwedstrijd Ronde van Salalah jaarlijks plaats in en rond de stad.

## Geboren
- Qaboes bin Said Al Said (1940-2020), sultan van Oman